# Ватиканский вокзал
Ватика́нский вокзал (итал. Stazione ferroviaria del Vaticano) — единственный железнодорожный вокзал города-государства Ватикан.

## История
Ватикан как независимое государство был образован в результате подписания 11 февраля 1929 года Латеранских соглашений между кардиналом Пьетро Гаспарри и премьер-министром Италии Бенито Муссолини. Глава 6 соглашений предусматривала строительство на территории Ватикана за счёт Италии вокзала и железнодорожной ветки, связывавшей его с железнодорожной сетью Италии вблизи железнодорожной станции Сан-Пьетро.
Вскоре для вокзала было выбрано место — позади Губернаторского дворца — и началось строительство, которое завершилось через три года — в апреле 1932 года. При строительстве пришлось решить множество технических проблем — в частности, понадобился большой объём земляных работ для того, чтобы сровнять уровень земли с уровнем итальянских железных дорог (38 метров над уровнем моря), также пришлось построить виадук. При этом инженеры и строители работали быстрее, чем чиновники, — лишь 12 сентября 1934 года было ратифицировано железнодорожное соглашение между Италией и Ватиканом и лишь 2 октября того же года итальянское железнодорожное ведомство передало вокзал и примыкающую к нему железнодорожную ветку ватиканским специалистам.
Вокзал планировался преимущественно как пассажирский, однако практически никогда не использовался и не используется в таком качестве — бо́льшая часть и без того незначительных перевозок являются грузовыми. Впервые он был использован для пассажирских перевозок лишь 11 апреля 1959 года для перевозки праха папы Пия X в Венецию. Папы Пий X и Пий XI никогда не пользовались Ватиканским вокзалом. Первым римским папой, который воспользовался им по прямому назначению, был Иоанн XXIII, когда он 4 октября 1962 года отправился с него в паломничество по святым местам в Лорето и Ассизи перед открывавшимся Вторым Ватиканским собором. Вокзал несколько раз использовали также папы Иоанн Павел II и Бенедикт XVI.

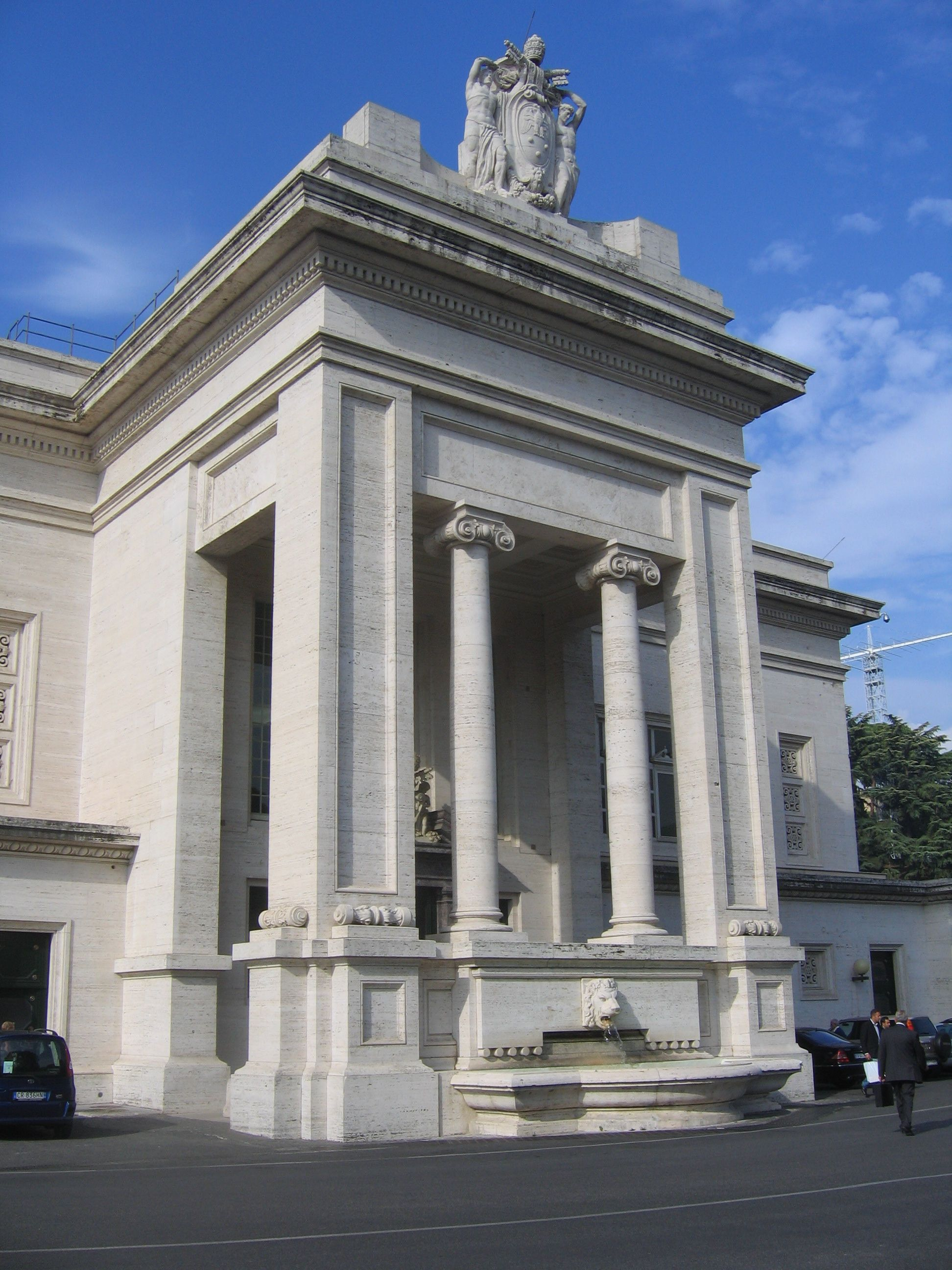
Фасад вокзала

## Здание
Здание вокзала было построено по проекту итальянского архитектора Джузеппе Момо. Оно сооружено из белого травертина и имеет длину 61 метр, ширину 21,50 метра, высоту от 5,95 метра в боковых крыльях до 16,85 метра в средней части. Фасад украшен двумя барельефами, выполненными итальянским скульптором Эдоардо Рубино, — «Чудесный улов Святого Петра» и «Вознесение пророка Илии на огненной колеснице». Над барельефами помещён герб Пия XI, поддерживаемый двумя аллегорическими фигурами, олицетворяющими Размышление и Действие. Зал ожидания внутри вокзала облицован мрамором, его крышу поддерживают восемь облицованных циполином колонн, интерьеры украшены бронзовыми вазами и люстрами муранского стекла. Однако в конце 1980-х годов зал ожидания был поделён на две части — в одной из них находится Музей филателии и нумизматики, а в другой — сувенирный магазин; таким образом, зала ожидания вокзала в наше время фактически не существует. Над платформой имеется небольшой навес.

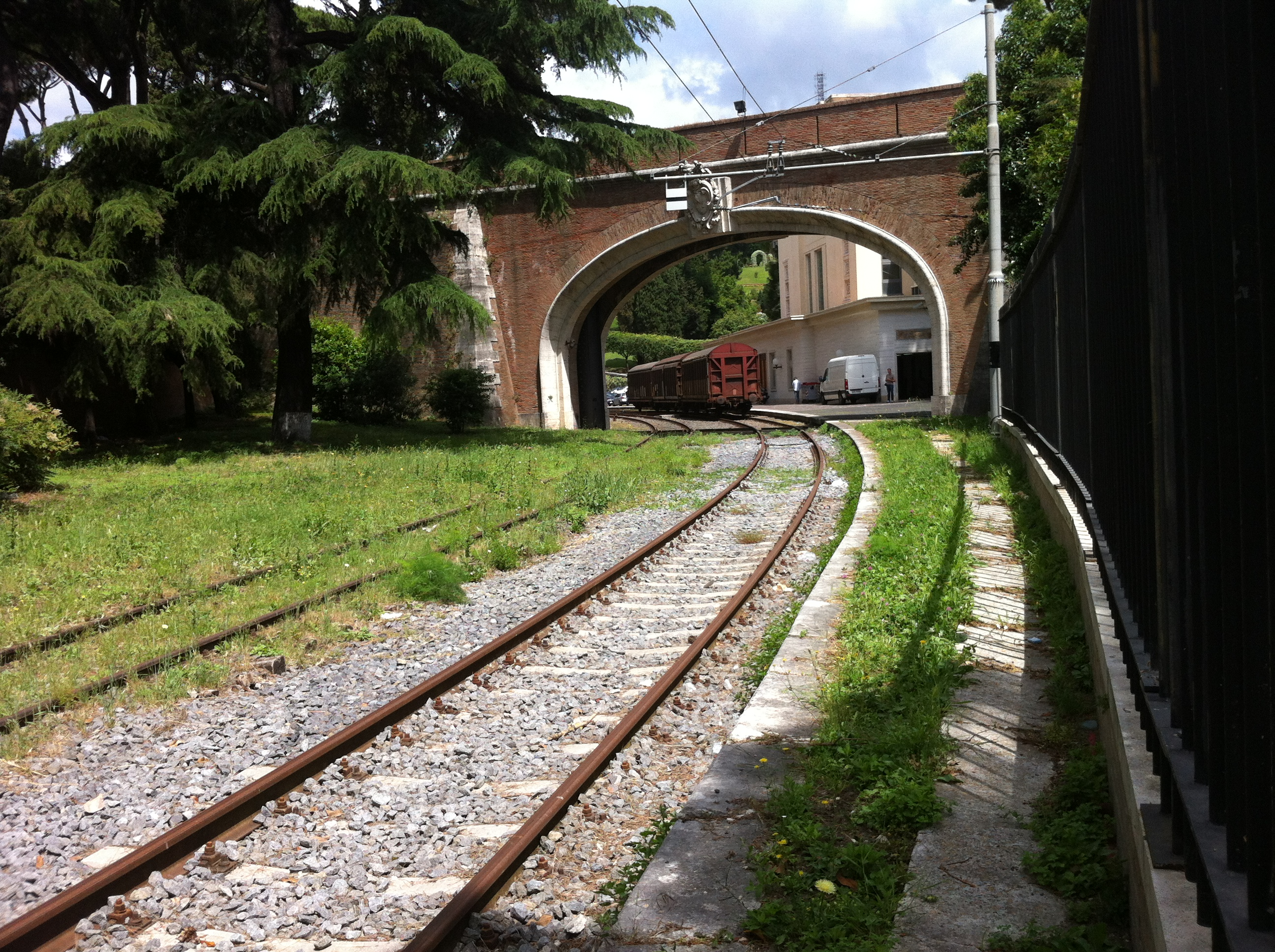
Подъездные пути

## Инфраструктура
Вся длина железнодорожных путей Ватикана составляет 800 метров, они не электрифицированы. Вблизи платформы имеются отдельно стоящие здания, в которых располагаются маневровая и управленческая служба. Поскольку ватиканская железная дорога используется крайне редко, имеющиеся на ней стрелки до сих пор переводятся вручную. Ватикан не имеет собственного железнодорожного подвижного состава, им используются локомотивы и вагоны Итальянских государственных железных дорог.

## Маршруты
На данный момент курсирует одна ж/д линия под названием «Ватикан — Рим — Кастель-Гандольфо». Курс хождения поезда — еженедельный.